# 暾欲谷
暾欲谷（Tonyukuk；646年—726年），后突厥汗国的阿史德氏贵族。他出生在唐朝，官至毗伽暾欲谷裴羅莫賀達干，在重建突厥汗庭及突厥复兴事业中立下大功。
暾欲谷原属单于都护府突厥降户。682年东突厥复国後，他建議擴大戰略生存空間，並親率兵二千渡過大漠攻陷九姓鐵勒佔領的漠北於都斤山（今蒙古国杭爱山一带），為後突厥招攬民眾以及日後降服九姓鐵勒奠定基礎。历事骨咄禄、默啜及毗伽可汗三朝，为毗伽可汗的岳父、谋主。683年，因跟随骨咄禄起兵有功，被任命为裴罗贺达干。又率兵破黠戛斯，西渡锡尔河上游，征服粟特部。716年，默啜死后，阙特勤尽杀默啜旧臣，暾欲谷以女儿为毗伽可汗之可敦得免，他以其智谋帮助毗伽可汗和阙特勤振兴了突厥。他通晓唐朝政治，知道唐玄宗与王晙、张嘉贞的矛盾。以唐朝“人和岁丰，未有间”，反对毗伽可汗对唐用兵，认为汉化会减弱突厥人的战斗力。曾劝止毗伽可汗修建城堡、寺观，认为“突厥众不敌唐百分一，所能与抗者，随水草射猎，居处无常，习于武事，强则进取，弱则遁伏，唐兵虽多，无所用也。若城而居，战一败，必为彼擒，且佛、老教人仁弱，非武强术”。他力促毗伽可汗与唐朝和亲。725年，与阙特勤陪同毗伽可汗会见唐使袁振，再倡和亲之议。大约8世纪30年代前，八十余岁时去世。有古突厥文的《暾欲谷碑》（暾欲谷纪功碑）存世，为研究突厥史的重要史料。19世紀末夏德（F. Hirth）提出，暾欲谷與最早建立后突厥的阿史德元珍是同一人，而劉茂才、岑仲勉等学者反对。

### 文献
- 《资治通鉴》
- 《暾欲谷碑》
- E. Denison Ross, The Tonyukuk Inscription, Being a Translation of Professor Vilhelm Thomsen's final Danish Rendering, Bulletin of the School of Oriental Studies, University of London, 1930.
- Nathan Light. An 8th Century Turkic Narrative: Pragmatics, Reported Speech and Managing Information. Turkic languages. 10.2, 2006. pp 155–186.

## 外部連結
- Tonyukuk Inscriptions complete text in Unicode （页面存档备份，存于） dead link 18apr17
- Tonyukuk’s Memorial Complex （页面存档备份，存于）, Language Committee of Ministry of Culture and Information of the Republic of Kazakhstan